# 扎尼卡
扎尼卡，是意大利伦巴第大区贝加莫省的一个市镇，位于米兰东北45公里，贝加莫市以南8公里。总面积14.7 km²，2004年人口7,284。